# Raffaele De Caro
Raffaele De Caro (Benevento, 29 marzo 1883 – Torino, 3 giugno 1961) è stato un avvocato e politico italiano.
È stato deputato, Ministro dei lavori pubblici nel Regno (1944) e Ministro per i rapporti con il Parlamento della Repubblica Italiana (1954-55).
Iniziato in Massoneria nella Loggia Manfredi di Benevento il 18 ottobre 1911 è diventato Maestro massone il 9 novembre 1912 e dopo la sua morte gli è stata intitolata una loggia massonica di Benevento.

## Biografia
Combattente quale ufficiale superiore dei bersaglieri, nella guerra di Libia nel 1912 e nella I guerra mondiale, nella II guerra mondiale venne richiamato per la difesa civile.
Fu eletto deputato per la prima volta nel 1919 e successivamente fino allo scioglimento del parlamento nel 1925.
Nel novembre del 1943 partecipò, prima come sottosegretario e poi come Ministro del lavori pubblici al Governo Badoglio I, sia a Brindisi che a Salerno.
Nel 1943 fondò il Partito democratico liberale, diffuso soprattutto in alcune province del Mezzogiorno, che confluì nel Partito Liberale Italiano nell'agosto del 1944.
Nel 1945 fu nominato membro della Consulta nazionale. In occasione del referendum istituzionale del 2 giugno 1946 si schierò in maniera decisa dalla parte della monarchia.
È stato presidente del Partito Liberale Italiano (P.L.I.) dal 1947 alla morte e Ministro per i rapporti con il Parlamento dal 1954 al 1957 nel Governo Scelba e nel Governo Segni I; in questa veste seguì un'indagine sull'operato della polizia nel caso Wilma Montesi.
Fu sempre eletto con largo suffragio alla Camera dei deputati dalla costituente fino alle elezioni del 1958, rinunziando alla nomina a senatore di diritto nel 1953.
Dalla Liberazione alla sua morte, è stato presidente del Consiglio dell'Ordine degli Avvocati e Procuratori di Benevento.
Figura di primo piano nella politica nazionale, fu uno degli uomini che maggiormente contribuirono alla rinascita di Benevento, dopo la catastrofe della II guerra mondiale.
Morì a Torino, ove si trovava per le celebrazioni del centenario della morte di Cavour, nella notte del 3 giugno 1961. Fu sepolto a Benevento nella cappella di famiglia. Parlamentare in carica, venne sostituito dal collega di partito Gennaro Papa.